# روغنی‌ماهی
روغنی‌ماهی (نام علمی: Ruvettus pretiosus) نام یک گونه از تیره چرب‌گوشتان است.